# Xilofon

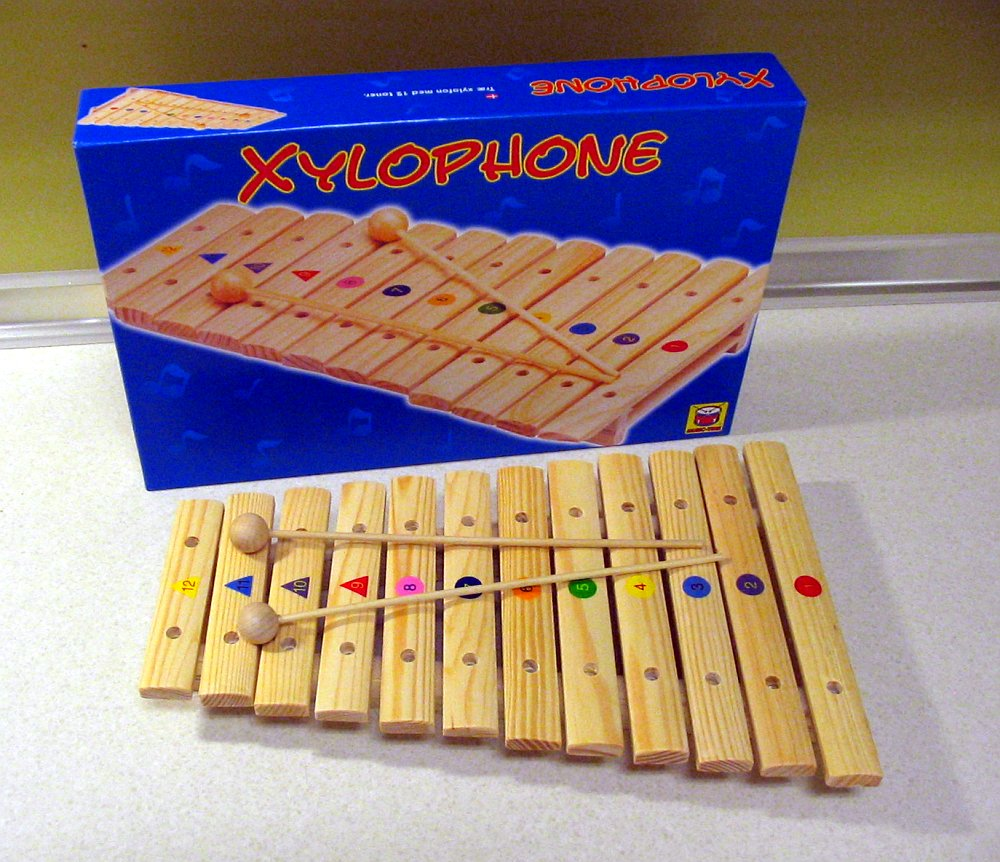
Xilofon de jucărie

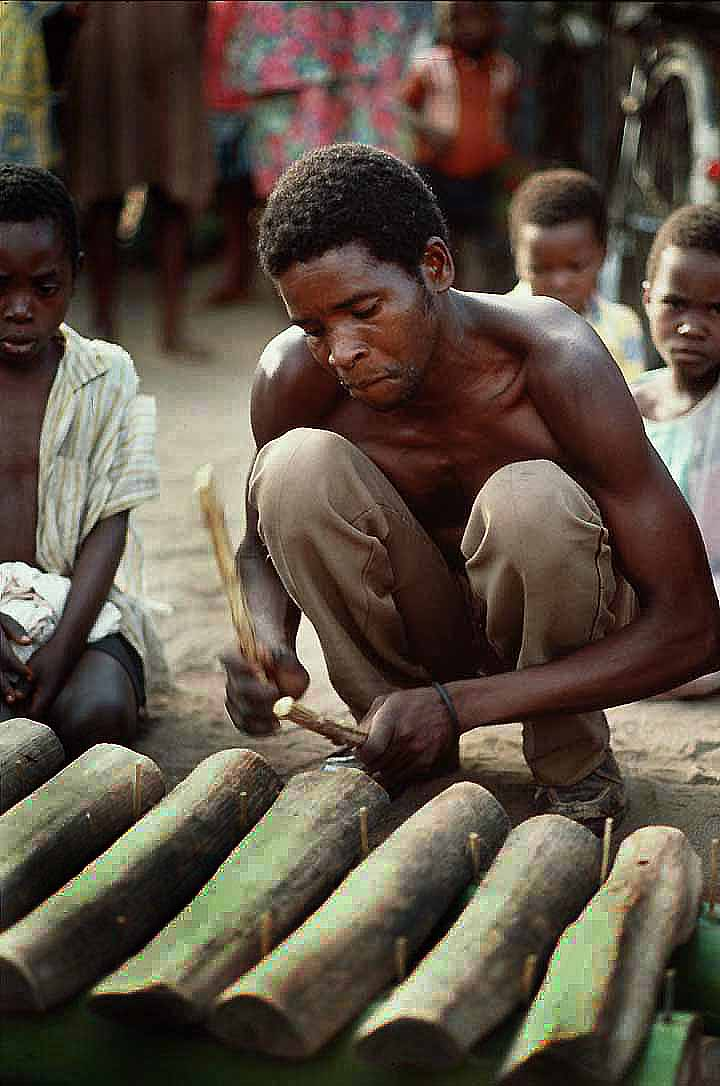
Xilofon artizanal

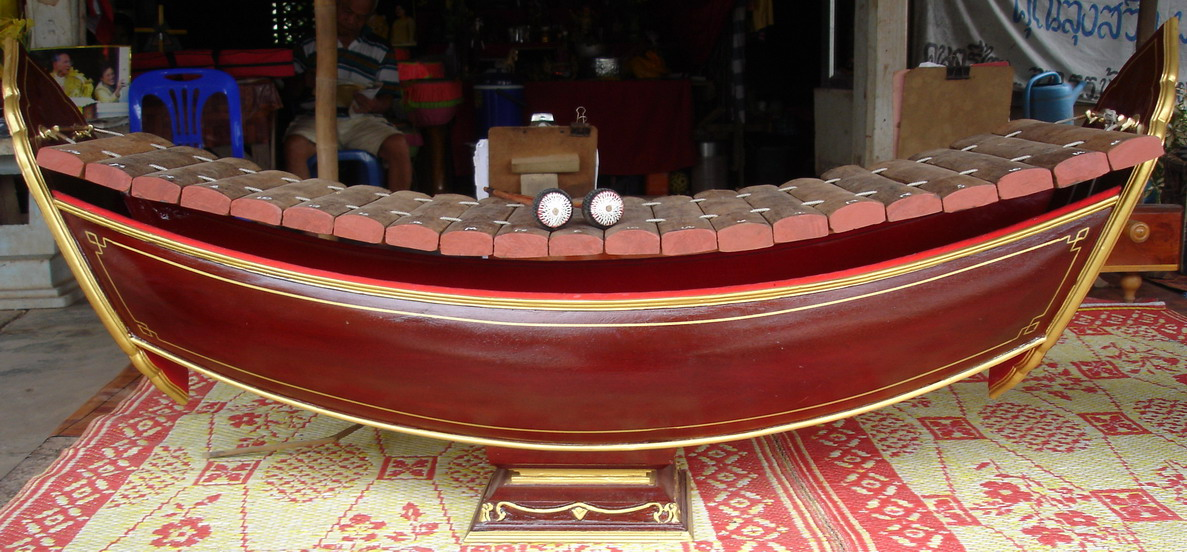
Xilofon profesional

Xilofonul (din greacă ξύλον (xylon) = lemn și φωνή (fone) = sunet) este un instrument muzical de percuție idiofon alcătuit dintr-un sistem de lamele de lemn (de regulă de palisandru), diferite ca dimensiuni și esență, acordate diferit, care vibrează și emit sunete de frecvențe diferite când sunt lovite cu niște ciocănele de lemn, de sticlă sau de metal.
Xilofonul este un instrument muzical folosit adesea în orchestrele simfonice, iar prin anii 1920-1930 a început să fie folosit și în orchestrele de jazz.